# Debout la France
Debout la France (Francia en Pie, DLF) es un partido político francés fundado por Nicolas Dupont-Aignan en 1999 bajo el nombre de Debout la République (República en Pie, DLR) como la rama "genuinamente gaullista" de la Agrupación por la República (RPR). Se relanzó nuevamente en 2000 y 2002 y celebró su congreso inaugural como un partido autónomo en 2008. En el congreso de 2014 su nombre se cambió a Debout la France.
Está liderado por Nicolas Dupont-Aignan, quien ocupa el único escaño del partido en la Asamblea Nacional de Francia. Dupont-Aignan ha participado además en las elecciones presidenciales de 2012 y 2017, recibiendo un 1,79% y 4,73% respectivamente. El partido también cuenta con tres consejeros generales y alcaldes en cuatro comunas: Yerres, Cambrai, Saint-Prix y Ancinnes.
El partido fue miembro de EUDemocrats, un partido político transnacional europeo euroescéptico. En 2019, para las elecciones europeas, el partido unió fuerzas con el CNIP para formar una alianza llamada "Les Amoureux de la France" (Los amantes de Francia) y anunció su alianza con los Conservadores y Reformistas Europeos.